# People Nation
People Nation es una alianza de pandillas generalmente asociada con el área de Chicago. Son rivales de la alianza de pandillas Folk Nation latin kings

## Formación
En 1978, Mickey Cogwell y Jeff Fort (ahora Black P. Stones), Vice Lords y Latin Kings formaron un sistema de alianza propio y lo denominaron "People".[cita requerida]
Jeff Fort de El Rukns, Bobby Gore de los Vice Lords y Gustavo Colón de los Latin Kings fueron fundamentales en la formación de esta alianza.[cita requerida] Entre los primeros miembros de los People estaban los Mickey Cobras (entonces llamados Cobra Stones), Bishops, Spanish Lords, y poco después los Gaylords y los Insane Popes del South Side.

## Lista de pandillas
Las pandillas que son miembros de la alianza People Nation, independientemente de su estatus de actividad, son las siguientes: 
- Almighty Bishop Nation
- Almighty Black P. Stone Nation
- Almighty Familia Stone Nation
- Almighty Four Corner Hustler Nation
- Almighty Gaylord Nation

- Almighty Insane Latin Count Nation
- Almighty Insane Pope Nation
- Almighty Insane Unknown Nation
- Almighty Laflin Lover Nation (inactiva)
- Almighty Latin Angel Nation
- Almighty Latin King and Queen Nation
- Almighty Latin Pachuco Nation
- Almighty Latin Stone Nation
- Almighty Noble Knight Nation
- Almighty Party Player Nation
- Almighty Puerto Rican Stone Nation (inactiva)
- Almighty Saint Nation
- Almighty Spanish Lord Nation
- Almighty Spanish Vice Lord Nation
- Almighty Stoned Freak Nation
- Almighty Twelfth Player Nation
- Almighty True Warlord Nation
- Almighty Vice Lord Nation
- Almighty Villa Lobo Nation
- Almighty Kxpone Mafia Nation
- Chi-West Nation
- Mickey Cobra Nation

## Símbolos
Las pandillas demuestran su alineación particular "representando" a través de símbolos, colores, grafiti, señas de mano y palabras. "Representar" también abarca la orientación física hacia el lado izquierdo del cuerpo. Las pandillas de la People Nation llevan todos los identificadores a la izquierda. Un pendiente en la oreja izquierda, una pierna del pantalón levantada, y una gorra inclinada hacia la izquierda pueden indicar afiliación a la alianza.
La señal de mano de la People Nation se realiza hacia el hombro izquierdo. Los miembros de la pandilla cruzan los brazos de una manera que apunta hacia la izquierda. La alianza People Nation, en la mayoría de los casos, utiliza una estrella de cinco puntas en su grafiti de pandillas.
La estrella de cinco puntas tiene su origen en los Blackstone Rangers/Black P. Stone Ranger Nation, una de las pandillas callejeras más grandes. El término de la alianza "cinco vivos, seis deben morir" se refiere a la estrella de cinco puntas frente a la estrella de seis puntas de sus rivales en la alianza Folk Nation. Los miembros de la alianza People Nation suelen usar dibujos de horquillas apuntando hacia abajo en señal de falta de respeto hacia la alianza Folk Nation.
Ciertos términos son utilizados por la alianza People Nation, como "todo está bien" cuando se saludan entre sí. La estrella de cinco puntas no es el único símbolo utilizado por la People Nation. Otros incluyen una pirámide en 3D, una corona de cinco puntas, un dado con su cara frontal mostrando cinco puntos, una luna creciente con su lado cóncavo mirando hacia la derecha y, a veces, con una pequeña estrella de cinco puntas a la derecha de ese símbolo de la luna.